# قلعه جلیل‌آباد
قلعه جلیل‌آباد مربوط به دوران‌های تاریخی پس از اسلام است و در شهرستان ورامین، روستای جلیل‌آباد واقع شده و این اثر در تاریخ ۱۳۸۲/۰۶/۱۱ با شمارهٔ ثبت ۹۸۸۶ به‌عنوان یکی از آثار ملی ایران به ثبت رسیده است.
جلیل‌آباد دارای یک دفتر پیشخوان دولت است